# Kristopher Versteeg
Kristopher Royce Versteeg, dit Kris Versteeg, (né le 13 mai 1986 à Lethbridge dans la province d'Alberta au Canada) est un joueur professionnel canadien de hockey sur glace. Il évoluait au poste d'ailier.

## Carrière de joueur

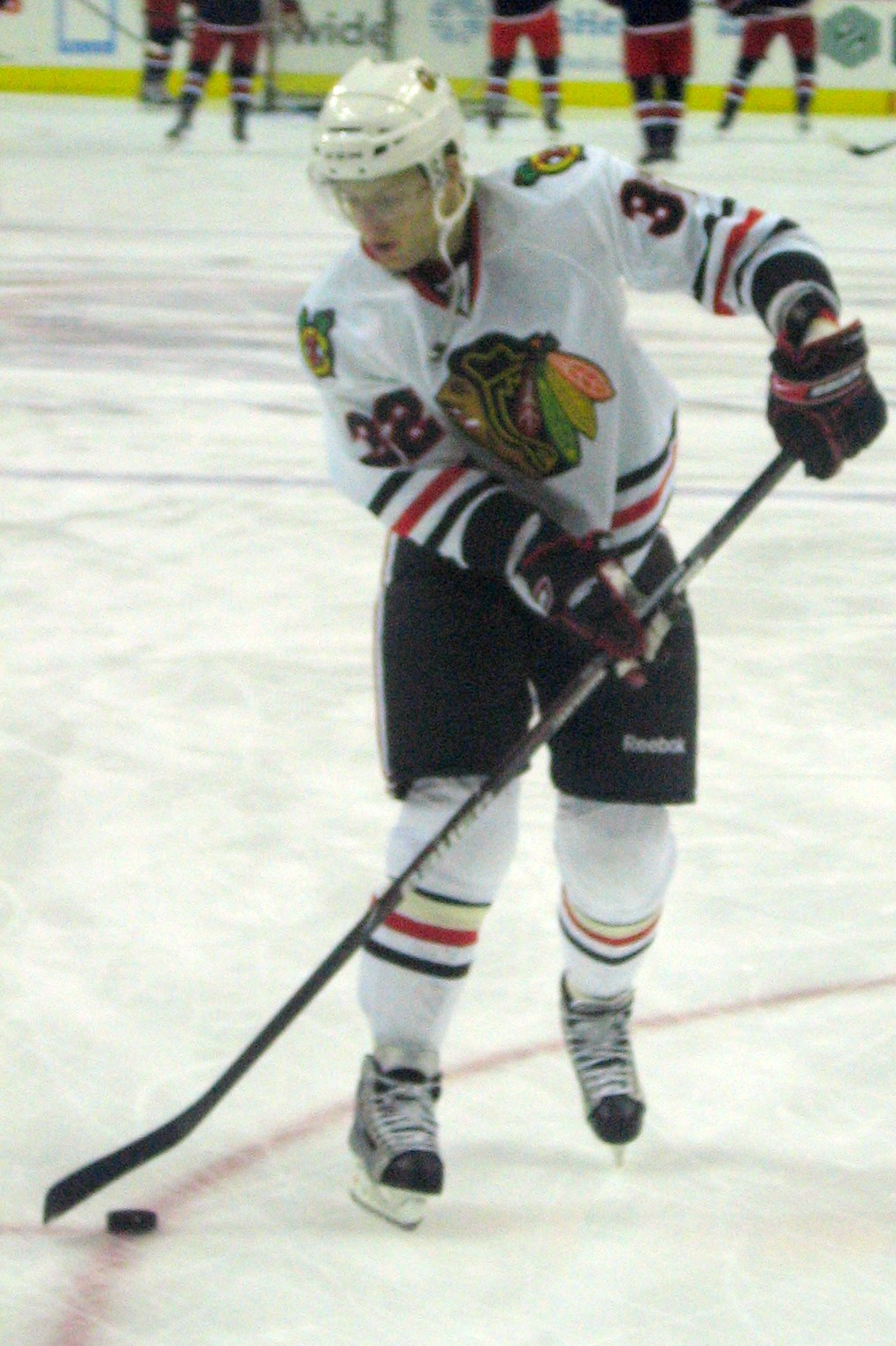
Kris Versteeg des Blackhawks de Chicago s'échauffe avant son match contre les Blue Jackets de Columbus.

Il commence sa carrière en 2002 avec les Hurricanes de Lethbridge en Ligue de hockey de l'Ouest. Il est choisi en 2004 au cours du repêchage d'entrée dans la Ligue nationale de hockey par les Bruins de Boston en 5e ronde, en 134e position. Il a participé à l'édition 2004 du championnat du monde des moins de 18 ans avec l'équipe canadienne.
En 2005-2006, il passe professionnel avec les Bruins de Providence dans la Ligue américaine de hockey. Il a remporté la Coupe Stanley 2010 avec les Blackhawks de Chicago. Versteeg est échangé avec Bill Sweatt le 30 juin 2010 aux Maple Leafs de Toronto en retour de Viktor Stålberg, Christopher DiDomenico et Philippe Paradis.
Après 53 parties avec les Maple Leafs, le 14 février 2011, il est échangé pour la troisième fois de sa carrière contre les Flyers de Philadelphie en retour d'un choix de 1er et 3e tour du repêchage d'entrée 2011.
Le 1er juillet 2011, une transaction l'envoie aux Panthers de la Floride en retour d'un choix de deuxième ronde et un choix de troisième ronde au repêchage d'entrée dans la LNH. Trois ans plus tard, il fait à nouveau l'objet d'un échange entre les Panthers et les Blackhawks ; il revient à Chicago en compagnie de Philippe Lefebvre contre Jimmy Hayes et Dylan Olsen.
Le 15 juin 2015, il remporte sa deuxième Coupe Stanley avec les Blackhawks de Chicago.
Juste avant le début de la saison 2015-2016, il est échangé avec l'attaquant Joakim Nordström et un choix de troisième ronde au repêchage 2017, aux Hurricanes de la Caroline en échange du défenseur Dennis Robertson, les droits de négociations au défenseur Jake Massie et un choix de cinquième ronde au repêchage 2017.
Il est à nouveau échangé, le 28 février 2016, aux Kings de Los Angeles en échange de Valentin Zykov et un choix conditionnel de cinquième ronde.
Le 25 juillet 2016, il signe un contrat d'un an avec le CP Berne dans la LNA. Avant le début de la saison, il échoue son examen médical et voit son contrat être résilié par l'équipe suisse. Il tente donc un retour dans la LNH après avoir accepté un essai professionnel avec les Oilers d'Edmonton.

## Statistiques

### En club
| Saison     | Équipe                    | Ligue              |     | Saison régulière | Saison régulière | Saison régulière | Saison régulière | Saison régulière |    | Séries éliminatoires | Séries éliminatoires | Séries éliminatoires | Séries éliminatoires | Séries éliminatoires |
| Saison     | Équipe                    | Ligue              | PJ  | B                | A                | Pts              | Pun              | PJ               | B  | A                    | Pts                  | Pun                  |                      |                      |
| 2002-2003  | Hurricanes de Lethbridge  | LHOu               | 57  | 8                | 10               | 18               | 32               | -                | -  | -                    | -                    | -                    |                      |                      |
| 2003-2004  | Hurricanes de Lethbridge  | LHOu               | 68  | 16               | 33               | 49               | 85               | -                | -  | -                    | -                    | -                    |                      |                      |
| 2004-2005  | Hurricanes de Lethbridge  | LHOu               | 68  | 22               | 30               | 52               | 68               | 5                | 0  | 1                    | 1                    | 4                    |                      |                      |
| 2005-2006  | Blazers de Kamloops       | LHOu               | 14  | 6                | 6                | 12               | 24               | -                | -  | -                    | -                    | -                    |                      |                      |
| 2005-2006  | Rebels de Red Deer        | LHOu               | 57  | 10               | 26               | 36               | 103              | -                | -  | -                    | -                    | -                    |                      |                      |
| 2005-2006  | Bruins de Providence      | LAH                | 13  | 2                | 4                | 6                | 13               | 3                | 0  | 0                    | 0                    | 6                    |                      |                      |
| 2006-2007  | Bruins de Providence      | LAH                | 43  | 22               | 27               | 49               | 19               | -                | -  | -                    | -                    | -                    |                      |                      |
| 2006-2007  | Admirals de Norfolk       | LAH                | 27  | 4                | 19               | 23               | 20               | 2                | 0  | 0                    | 0                    | 2                    |                      |                      |
| 2007-2008  | IceHogs de Rockford       | LAH                | 56  | 18               | 31               | 49               | 174              | 5                | 3  | 2                    | 5                    | 2                    |                      |                      |
| 2007-2008  | Blackhawks de Chicago     | LNH                | 13  | 2                | 2                | 4                | 6                | -                | -  | -                    | -                    | -                    |                      |                      |
| 2008-2009  | Blackhawks de Chicago     | LNH                | 78  | 22               | 31               | 53               | 55               | 17               | 4  | 8                    | 12                   | 22                   |                      |                      |
| 2009-2010  | Blackhawks de Chicago     | LNH                | 79  | 20               | 24               | 44               | 35               | 22               | 6  | 8                    | 14                   | 14                   |                      |                      |
| 2010-2011  | Maple Leafs de Toronto    | LNH                | 53  | 14               | 21               | 35               | 29               | -                | -  | -                    | -                    | -                    |                      |                      |
| 2010-2011  | Flyers de Philadelphie    | LNH                | 27  | 7                | 4                | 11               | 24               | 11               | 1  | 5                    | 6                    | 12                   |                      |                      |
| 2011-2012  | Panthers de la Floride    | LNH                | 71  | 23               | 31               | 54               | 49               | 7                | 3  | 2                    | 5                    | 8                    |                      |                      |
| 2012-2013  | Panthers de la Floride    | LNH                | 10  | 2                | 2                | 4                | 8                | -                | -  | -                    | -                    | -                    |                      |                      |
| 2013-2014  | Panthers de la Floride    | LNH                | 18  | 2                | 5                | 7                | 9                | -                | -  | -                    | -                    | -                    |                      |                      |
| 2013-2014  | Blackhawks de Chicago     | LNH                | 63  | 10               | 19               | 29               | 27               | 15               | 1  | 2                    | 3                    | 4                    |                      |                      |
| 2014-2015  | Blackhawks de Chicago     | LNH                | 61  | 14               | 20               | 34               | 35               | 12               | 1  | 1                    | 2                    | 6                    |                      |                      |
| 2015-2016  | Hurricanes de la Caroline | LNH                | 63  | 11               | 22               | 33               | 36               | -                | -  | -                    | -                    | -                    |                      |                      |
| 2015-2016  | Kings de Los Angeles      | LNH                | 14  | 4                | 1                | 5                | 9                | 5                | 1  | 1                    | 2                    | 0                    |                      |                      |
| 2016-2017  | Flames de Calgary         | LNH                | 69  | 15               | 22               | 37               | 46               | 4                | 1  | 3                    | 4                    | 4                    |                      |                      |
| 2017-2018  | Flames de Calgary         | LNH                | 24  | 3                | 5                | 8                | 6                | -                | -  | -                    | -                    | -                    |                      |                      |
| 2018-2019  | Avangard Omsk             | KHL                | 11  | 3                | 2                | 5                | 0                | -                | -  | -                    | -                    | -                    |                      |                      |
| 2018-2019  | Växjö Lakers HC           | SHL                | 12  | 4                | 7                | 11               | 4                | 7                | 4  | 2                    | 6                    | 4                    |                      |                      |
| 2019-2020  | IceHogs de Rockford       | LAH                | 6   | 0                | 1                | 1                | 2                | -                | -  | -                    | -                    | -                    |                      |                      |
| 2019-2020  | HK Nitra                  | Extraliga slovaque | 3   | 0                | 3                | 3                | 0                | -                | -  | -                    | -                    | -                    |                      |                      |
| Totaux LNH | Totaux LNH                | Totaux LNH         | 643 | 149              | 209              | 358              | 374              | 93               | 18 | 30                   | 48                   | 70                   |                      |                      |

### En équipe nationale
| Année | Compétition                  |   | PJ | B | A | Pts | Pun      |  | Résultat |
| 2004  | Championnat du monde -18 ans | 7 | 0  | 2 | 2 | 4   | 4e place |  |          |

## Trophées et honneurs personnels
- 2008-2009 : nommé dans l'équipe d'étoiles des recrues de la LNH.
- 2009-2010 : champion de la Coupe Stanley avec les Blackhawks de Chicago.
- 2014-2015 : champion de la Coupe Stanley avec les Blackhawks de Chicago.